# Bản sắc cá nhân

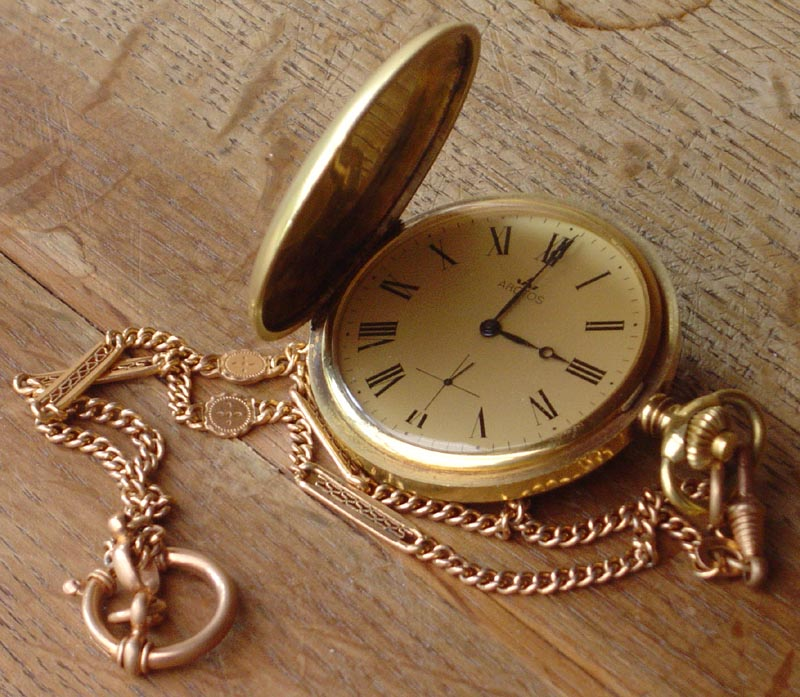
Cái gì làm cho một cá nhân bất biến từ thời điểm này đến thời điểm khác — làm cho một cá nhân cũng chính là cá nhân đó ở những thời điểm khác nhau?

Bản sắc cá nhân (tiếng Anh: personal identity) là một vấn đề trong triết học đề cập đến câu hỏi "Cái gì làm cho một cá nhân tại một thời điểm cũng chính là cá nhân đó ở một thời điểm khác?" hoặc là "Chúng ta thuộc về dạng nào?". Thuật ngữ "bản sắc" trong "bản sắc cá nhân" chỉ về bản sắc lượng ("numerical identity"). Nói chung, bản sắc cá nhân là bản sắc lượng duy nhất của một cá nhân theo thời gian, có nghĩa là, điều kiện cần và đủ để nói rằng một cá nhân tại một thời điểm này và một cá nhân ở một thời điểm khác là "như nhau", bất biến qua thời gian.

## Thuật ngữ
Bản sắc lượng nói rằng X và Y là đồng nhất về số (lượng) chỉ có nghĩa là X và Y cùng là một thứ. Bản sắc cá nhân không phải là nhân cách, mặc dù một số thuyết về bản sắc cá nhân vẫn quan niệm rằng sự liên tục của nhân cách có thể là cần thiết cho một ai đó bất biến theo thời gian. Liên quan đến việc trả lời các câu hỏi về tính bất biến, như với điều kiện nào thì một cá nhân tiếp tục hoặc không tiếp tục tồn tại, các nhà triết học đương đại thường tìm cách trả lời trước tiên các câu hỏi về chúng ta thuộc về loại nào, là những câu hỏi nền tảng nhất.
Nhiều người cho rằng chúng ta là những động vật, hay sinh vật, nhưng nhiều người khác lại tin tưởng mãnh liệt rằng không cá nhân nào có thể tồn tại mà không có các đặc điểm tinh thần, như ý thức. Vì một sinh vật có thể tồn tại mà không cần có ý thức, cả hai quan điểm này đều không đúng (nếu chúng ta là những sinh vật thì chúng ta có thể tồn tại mà không có ý thức; nhưng nếu chúng ta không thể tồn tại mà không có ý thức thì chúng ta không phải là sinh vật). Do vậy, để xác định các đặc điểm (ví dụ như ý thức) ấy có cốt yếu đối với sự tồn tại liên tục của một cá nhân hay không, cần thiết trước tiên phải hỏi chúng ta là dạng nào.

## Các nhân vật
Søren Kierkegaard, Philip K. Dick, Daniel Kolak, Gottlob Frege, Derek Parfit, Anthony Quinton, David Wiggins, Sydney Shoemaker, Bernard Williams, Peter van Inwagen, Carl Jung, Erik Erikson, Hugo Münsterberg, Wilhelm Wundt, Paul Ricœur, James Marcia, Mario Rodríguez Cobos

### Sách
Nguồn sơ cấp
- John Locke, Of Ideas of Identity and Diversity
- Thomas Reid, "Of identity. Of Mr. Locke's account of our personal identity". In Essays on the Intellectual Powers of Man. Reprinted in John Perry (ed.), Personal Identity, (2008)
- J. Butler, Of personal identity. Reprinted in John Perry (ed.), (2008).
- Søren Kierkegaard, Either/Or
- Søren Kierkegaard, The Sickness Unto Death

Nghiên cứu
- Vere Claiborne Chappell, The Cambridge Companion to Locke. Cambridge University Press, 1994. 343 pages. ISBN 0-521-38772-8
- Shaun Gallagher, Jonathan Shear, Models of the Self. Imprint Academic, 1999. 524 pages. ISBN 0-907845-09-6
- Brian Garrett, Personal Identity and Self-Consciousness. Routledge, 1998. 137 pages. ISBN 0-415-16573-3
- James Giles, No Self to be Found: the Search for Personal Identity. University Press of America, 1997.
- J. Kim & E. Sosa,  A Companion to Metaphysics. Blackwell, 1995, Page 380, "persons and personal identity".
- G Kopf, Beyond Personal Identity: Dogen, Nishida, and a Phenomenology of No-Self. Routledge, 2001. ISBN 0-7007-1217-8
- E. Jonathan Lowe, An Introduction to Philosophy of the Mind. Cambridge University Press, 2000.
- E. Jonathan Lowe, The Possibility of Metaphysics: Substance, Identity, and Time. Oxford University Press, 2001. 288 pages. ISBN 0-19-924499-5
- E. Jonathan Lowe, A Survey of Metaphysics. Oxford University Press, 2002, chapters 2,3, 4.
- Harold W. Noonan, Personal Identity. Routledge, 2003. 296 pages. ISBN 0-415-27315-3
- Eric Todd Olson, The Human Animal: Personal Identity Without Psychology. Oxford University Press, 1997. 189 pages. ISBN 0-19-513423-0
- H. B. Paksoy, Identities: How Governed, Who Pays? ISBN 0-9621379-0-1
- Derek Parfit, Reasons and Persons, part 3.
- John Perry (ed.), Personal Identity. Berkeley: University of California Press, 2008 (2nd edition; first edition 1975).
- John Perry, Identity, Personal Identity, and the Self. Indianapolis, Hackett, 2002.
- John Perry, A Dialogue on Personal Identity and Immortality. Indianapolis, Hackett, 1978. ISBN 0-915144-53-0
- A. E. Pitson, Hume's Philosophy of the Self. Routledge, 2002. 224 pages. ISBN 0-415-24801-9
- Mark Siderits, Personal Identity and Buddhist Philosophy. Ashgate Publishing, Ltd., 2003. 231 pages. ISBN 0-7546-3473-6
- Marc Slors, The Diachronic Mind. Springer, 2001. 234 pages. ISBN 0-7923-6978-5

### Bài báo
- N Agar, Functionalism and Personal Identity. Nous, 2003.
- E J Borowski, Diachronic Identity as Relative Identity. The Philosophical Quarterly, 1975.
- SD Bozinovski, Self-Neglect Among the Elderly: Maintaining Continuity of Self. DIANE Publishing, 1998. 434 pages. ISBN 0-7881-7456-8
- Andrew Brennan, Personal identity and personal survival. Analysis, 42, 44-50. 1982.
- M. Chandler, C. Lalonde, B. W. Sokol, D. (Editor) (eds.) Personal Persistence, Identity Development, and Suicide. Blackwell Publishing, 2003. ISBN 1-4051-1879-2
- WE Conn, Erikson’s "identity": an essay on the psychological foundations of religious ethics.
- J Copner,The Faith of a Realist. Williams and Norgate, 1890. 351 pages.
- Fields, Lloyd (1987). "Parfit on personal identity and desert". Phil Quarterly. Quyển 37. tr. 432–441. doi:10.2307/2219573.
- Foulds, GA (tháng 8 năm 1964). "PERSONAL CONTINUITY AND PSYCHO-PATHOLOGICAL DISRUPTION". Br J Psychol. Quyển 55. tr. 269–76. doi:10.1111/j.2044-8295.1964.tb00910.x. PMID 14197795.
- Garrett, Brian (1990). "Personal identity and extrinsicness". Mind. Quyển 97. tr. 105–109.
- W Greve, K Rothermund, D Wentura, The Adaptive Self: Personal Continuity and Intentional Self-development. 2005.
- J Habermas, The paradigm shift in Mead. In M. Aboulafia (Ed.), Philosophy, social theory, and the thought of George Herbert Mead 1991. Albany, NY: State University of New York Press.
- GF Hellden, Personal Context and Continuity of Human Thought: Recurrent Themes in a Longitudinal Study of Students' Conceptions.
- J Jacobson, Islam in Transition: Religion and Identity Among British Pakistani Youth. Routledge, 1998. 177 pages. ISBN 0-415-17085-0
- M Kapstein, (Review) Collins, Parfit, and the Problem of Personal Identity in Two Philosophical Traditions. Philosophy East and West, 1986.
- Christine M. Korsgaard, Personal Identity and the Unity of Agency: A Kantian Response to Parfit. Philosophy and Public Affairs, Vol. 18, No. 2 (Spring, 1989), pp. 101-132.
- JC LaVoie, Ego identity formation in middle adolescence. Journal of Youth and Adolescence, 1976.
- Michael Metzeltin, Wege zur Europäischen Identität. Individuelle, nationalstaatliche und supranationale Identitätskonstrukte, Berlin, Frank & Timme, 2010. 285 pages. ISBN 978-3-86596-297-3
- D Mohr, Development of attributes of personal identity. Developmental Psychology, 1978.
- Parfit, Derek (1971). "Personal identity". Philosophical Review. Quyển 80 số 1. tr. 3–27. doi:10.2307/2184309.
- R W Perrett, C Barton, Personal Identity, Reductionism and the Necessity of Origins. Erkenntnis, 1999.
- P. Ricoeur, Soi-même comme un autre, 1990. Paris:Seuil. (en: Oneself as another)
- Robinson, John (1988). "Personal identity and survival". Journal of Philosophy. Quyển 85. tr. 319–328. doi:10.2307/2026722.
- B Romero, Self-maintenance therapy in Alzheimer's disease. Neuropsychological Rehabilitation, 2001.
- BM Ross, Remembering the Personal Past: Descriptions of Autobiographical Memory. Oxford University Press, 1991. ISBN 0-19-506894-7
- S Seligman, RS Shanok, Subjectivity, Complexity and the Social World. Psychoanalytic Dialogues, 1995.
- JM Shorter, More About Bodily Continuity and Personal Identity. Analysis, 1962.
- J Sully, Illusions: A Psychological Study. Appleton, 1881. 372 pages.
- DG Thompson, The Religious Sentiments of the Human Mind. 1888.
- Michel Weber, « Process and Individuality » in Maria Pachalska and Michel Weber (eds.), Neuropsychology and Philosophy of Mind in Process. Essays in Honor of Jason W. Brown, Frankfurt / Lancaster, Ontos Verlag, 2008, pp. 401-415.
- Bernard Williams, Bodily Continuity and Personal Identity. Analysis, 1960.
- Bernard Williams, The Self and the Future, in Philosophical Review 79, 1970.

### Báo trực tuyến
- Daniel Dennett, Where am I?
- Roots, Identity, Nationality A brief critical analysis of the concept of identity
- Phineas Parkhurst Quimby on Personal Identity
- Max More, The Diachronic Self: Identity, Continuity, Transformation.
- Vakhtangi Makhniahvilim Parfit and Whitehead on personal identity.
- Personal Identity, Reductionism and the Necessity of Origins. Erkenntnis. Volume 51, Numbers 2-3 / November 1999.
- V. Chappell, Locke on Consciousness. philosophy.fas.nyu.edu.
- James Giles, The No-Self Theory: Hume, Buddhism, and Personal Identity, Philosophy East and West, 1993.
- The Unity of Consciousness. science.uva.nl.
- D. Cole, Artificial intelligence and personal identity. Synthese, 1991.
- Nervous system development -- network origins. benbest.com.
- 'Brain Death and Technological Change:  Personal Identity, Neural Prostheses and Uploading'
- Forum on Personal Identity
- The Immateriality of the Soul and Personal Identity
- 'Personal Identity and the Methodology of Imaginary Cases'
- Personal Identity Syllabus — 'The Metaphysics of Persons'
- PHI 330 Homepage — Metaphysics
- PHL 242-442 — Metaphysics
- 'Staying Alive   The Personal Identity Game
- Tannsjo, Torbjorn — 'Morality and Personal Identity'
- Topics in Metaphysics — Personal Identity
- 20th WCP:  Persons and Personal Identity
- The Duplicates Paradox by Ben Best; theories about the problem of personal continuity.
- William H. Swatos, Jr. (Editor), Identity. Encyclopedia of Religion and Society.
- Ego identity formation in middle adolescence. springerlink.com.
- Personal Identity & Immortality'. individual.utoronto.ca.
- John Locke on Personal Identity.
- Persons, Animals, And Bodies.